# Tramlijn Zutphen - Emmerik
De tramlijn Zutphen - Emmerik liep van 1902 tot 1957 van het station in Zutphen via Hummelo, de Kruisbergse bossen, Doetinchem, Wijnbergen, Zeddam en 's-Heerenberg naar Emmerik in Duitsland.

## Geschiedenis

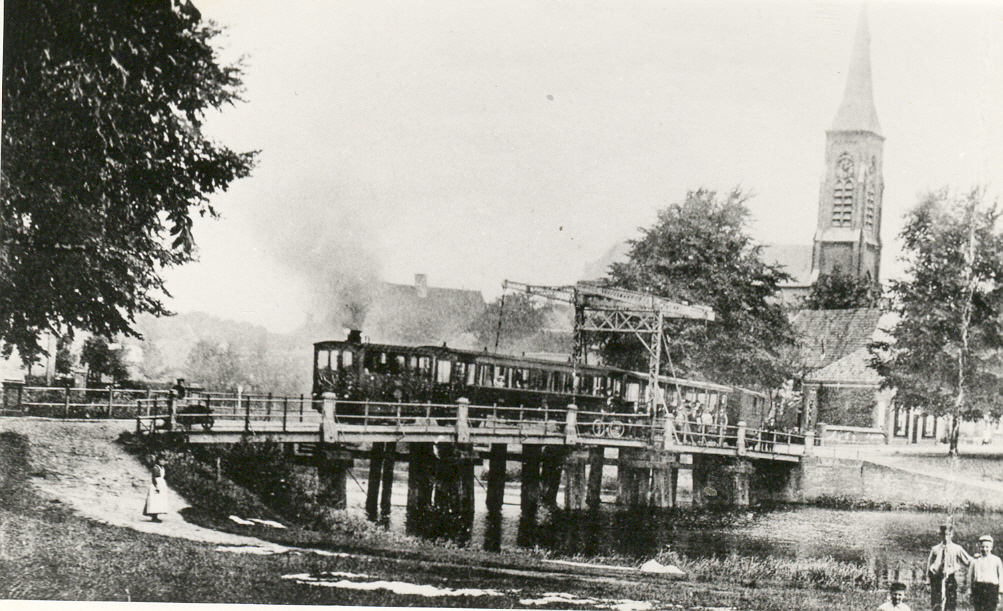
Tram op de brug over de Oude IJssel bij Doetinchem.

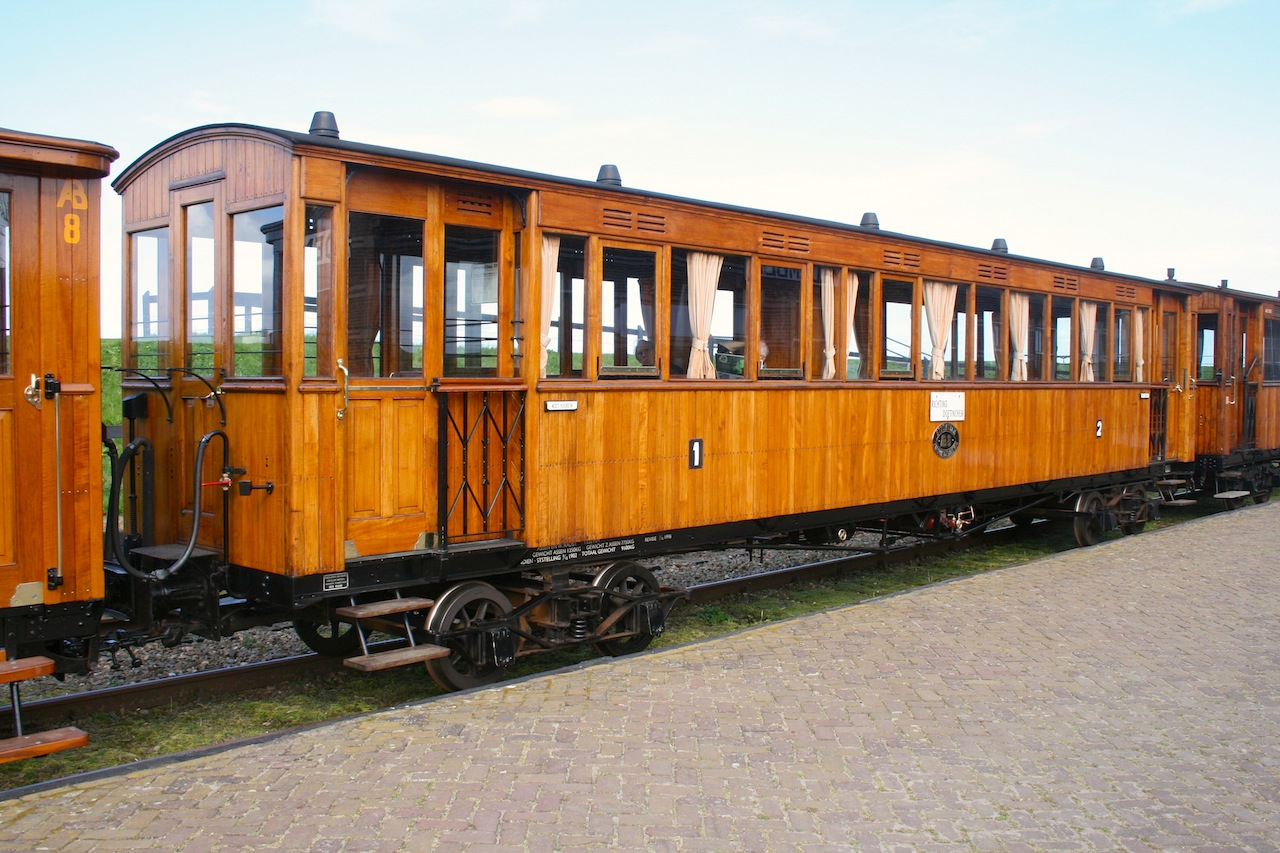
Rijtuig ZE AB 6 bij de Stoomtram Hoorn-Medemblik, te Medemblik; 7 april 2012. Foto: Erik Swierstra.

Onder meer op initiatief van de toenmalige burgemeester van Hummelo en Keppel, C.W. Vrijland, en de firma Noury & Van der Lande met vestigingen in Deventer en in Emmerik werd de Tramweg-Maatschappij Zutphen-Emmerik (ZE) opgericht. Het laatste bedrijf had belang bij een tramlijn tussen beide vestigingen. Met steun van deze firma is de 750 mm brede smalspoorlijn er uiteindelijk gekomen. De tramlijn van Zutphen via Doetinchem naar ’s-Heerenbergh is in gebruik genomen op 10 september 1902.
Bijna zeven jaar later, op 22 juni 1909, kon eindelijk het gehele ontworpen traject tot aan Emmerik in gebruik worden genomen. In Emmerik waren er problemen met de Duitse autoriteiten omtrent de te volgen route en was er weerstand tegen het plan om de tram gelijkvloers de spoorlijn Oberhausen - Arnhem te laten kruisen. Hier is een viaduct onder de spoorlijn gebouwd, zodat de verbinding naar het station en de haven er pas kwam in 1909. Het goederenvervoer liep goed met haven-aansluitingen in Zutphen en in Emmerik. Ook was er tot het uitbreken van de Eerste Wereldoorlog in 1914 veel arbeidersvervoer naar Emmerik, dat daarna niet terugkeerde.
De aansluitende lijn Zutphen - Deventer was al in 1906 ontworpen, maar kwam er pas in 1926 toen de stoomtram al op zijn retour was. Na 1929 ging het steeds slechter met de tramverbinding. Geleidelijk werd de personentramdienst Zutphen - Emmerik vervangen door autobussen. In 1934 reden de laatste personentrams en werden op de gehele lijn bussen ingezet. Na het samengaan met de Geldersche Tramweg-Maatschappij (GTM) werd het baanvak Hummelo - Kruisberg - Doetinchem in 1934 opgebroken en vervangen door Hummelo - Markvoort - Doetinchem van de GTM.
In 1940 keerden de personentrams weer terug wegens gebrek aan brandstof voor de autobussen. Vanaf 18 september 1944 werd het tramverkeer wegens oorlogsomstandigheden stilgelegd. De tramlijn Zutphen - Deventer en het lijngedeelte 's-Heerenberg - Emmerik werden na de oorlog niet meer in gebruik genomen. Vanaf 1946 reden er nog personentrams tussen Doetinchem Wijnbergen en Zeddam. Uiteindelijk werd het personenvervoer gestaakt op 15 mei 1949.
Een aantal trajecten rond Doetinchem werd nog tot in de jaren vijftig gebruikt voor goederenvervoer. Tussen Zutphen en Baak eindigde de tramdienst in 1951, tussen Baak en Hummelo in 1952. Tot 1953 reden er nog trams van Doetinchem naar 's-Heerenberg, daarna is deze lijn opgebroken. De laatste restanten van de tramlijn tussen Hummelo en Markvoort en tussen Doetinchem en Wijnbergen werden in 1954 overgenomen door de Gelderse Tramwegen (GTW). Maar op 31 augustus 1957 kwam met de sluiting van Wijnbergen - IJsselbrug en Groot Zande - Hummelo het definitieve einde van de tramlijn Zutphen - Emmerik.
Rond 2018 is, bij de renovatie van de IJsselkade in Zutphen een kort stukje rails dat nog in het wegdek op de Kattenhavenstuw lag, enkele meters noordelijker teruggelegd, met een plaquette.
Ook in Baak is in 2019 een tiental meters spoor teruggelegd, met een informatiebord. Dit zijn originele spoorstaven die als restpartij waren verkocht en als ondersteuningsbalken voor een schuurzolder waren gebruikt.

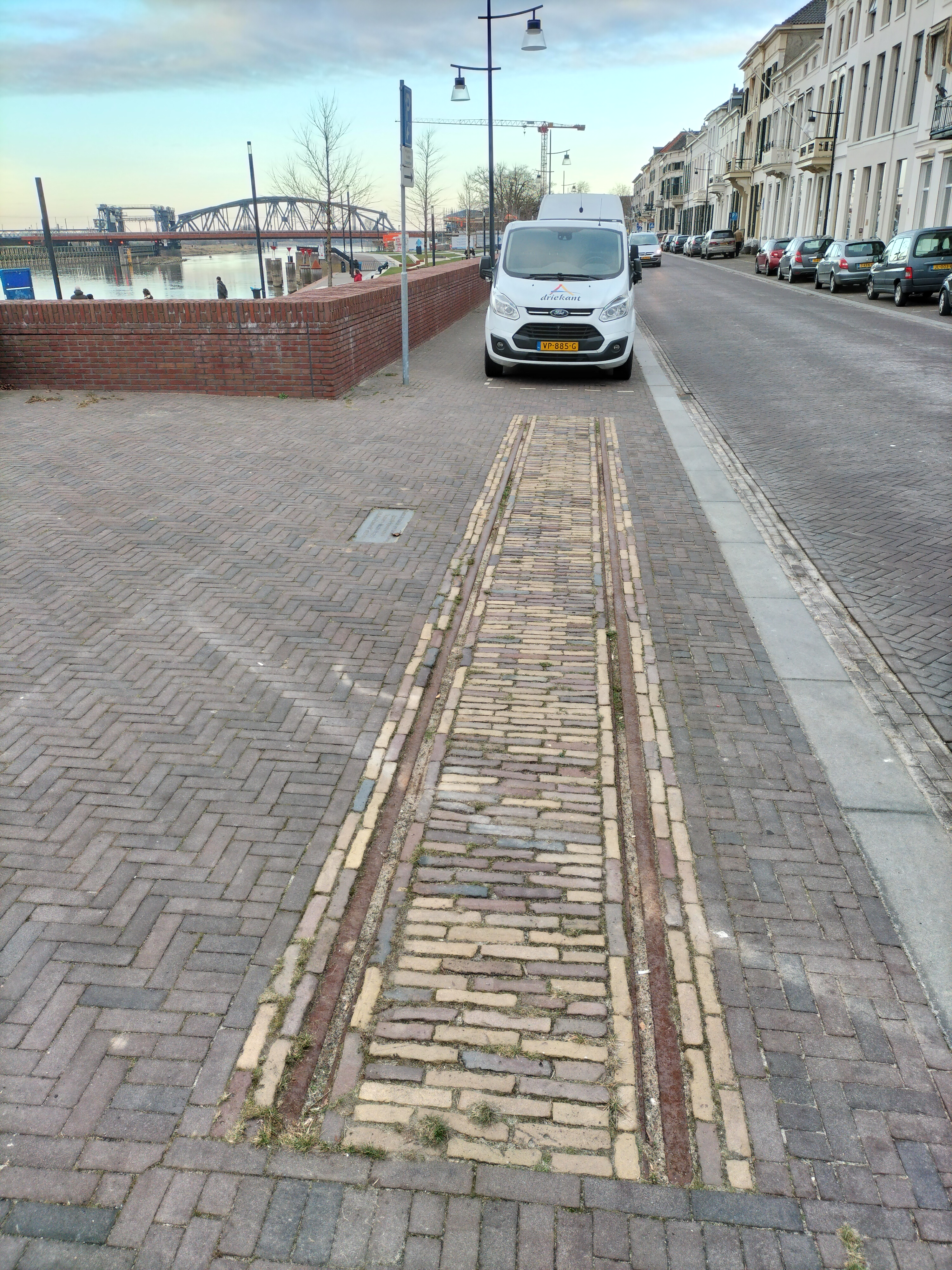
Het teruggelegde stukje spoor langs de IJsselkade in Zutphen
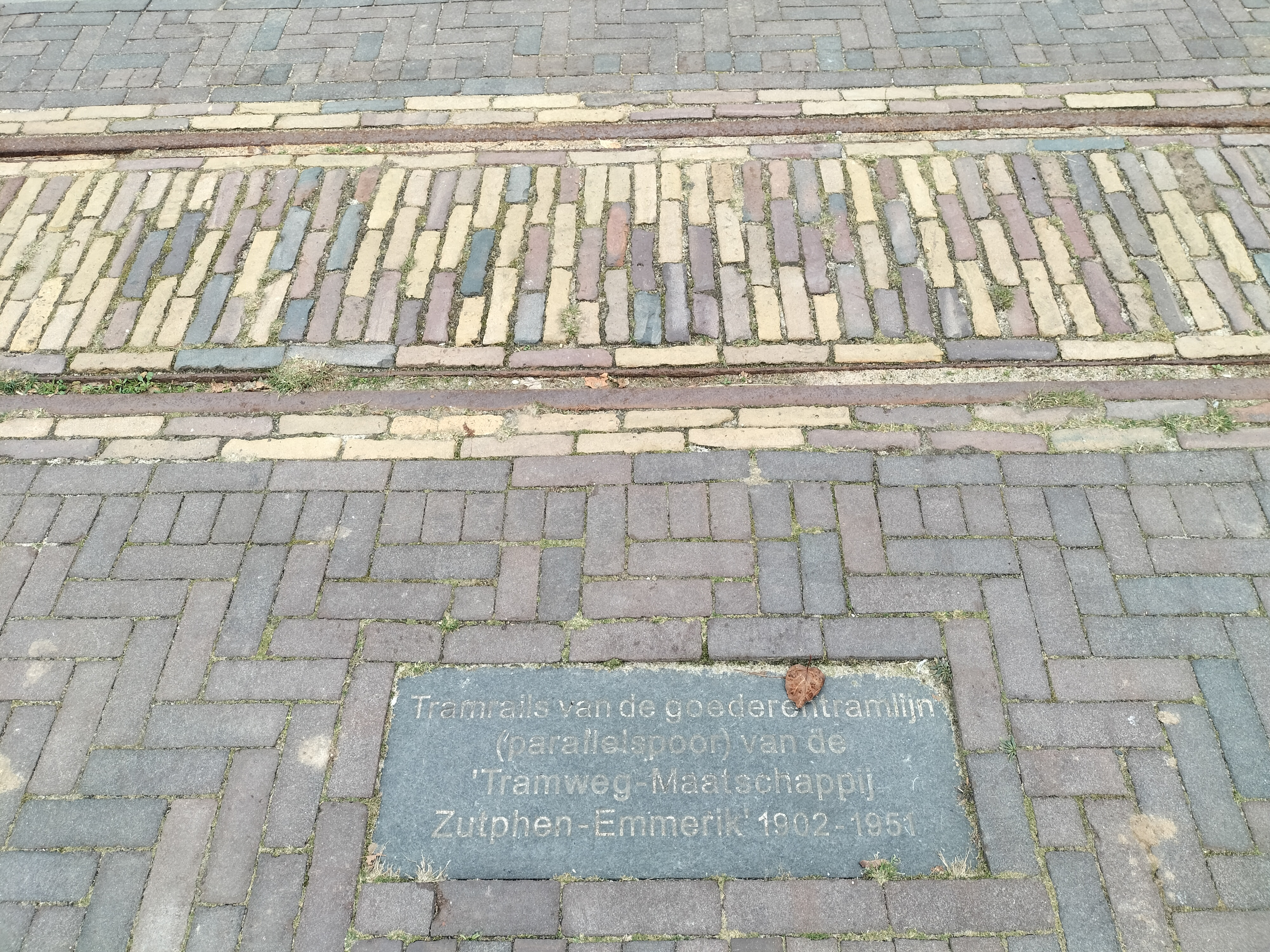
Plaquette